# Stati Uniti d'America ai Giochi della XVIII Olimpiade
Gli Stati Uniti d'America parteciparono ai Giochi della XVIII Olimpiade, svoltisi a Tokyo dal 10 al 24 ottobre 1964, con una delegazione di 346 atleti impegnati in 19 discipline per un totale di 159 competizioni. Portabandiera alla cerimonia di apertura fu Parry O'Brien, alla sua quarta Olimpiade, già vincitore di due medaglie d'argento e una di bronzo nel getto del peso.
Il bottino della squadra fu di 90 medaglie: 36 d'oro, 26 d'argento e 28 di bronzo. Pur con un numero di medaglie complessive inferiore all'Unione Sovietica, gli Stati Uniti si ripresero il primo posto nel medagliere olimpico per numero di medaglie d'oro vinte, dopo che l'Unione Sovietica li aveva sopravanzati a Melbourne 1956 e a Roma 1960. Gli Stati Uniti dominarono le gare di nuoto, con 13 medaglie d'oro su 18 gare; terminarono inoltre al primo posto nei medaglieri per disciplina dell'atletica leggera (dove si aggiudicarono tutti i titoli nella corsa veloce maschile, sia piana che a ostacoli, individuale e in staffetta), del canottaggio, del tiro e dei tuffi; vinsero inoltre, come di consuetudine, il torneo di pallacanestro. A livello individuale spiccano le quattro medaglie d'oro vinte da Don Schollander nel nuoto.

## Medagliere

### Per discipline
| Sport              | Oro | Argento | Bronzo | Totale |
| ------------------ | --- | ------- | ------ | ------ |
| Atletica leggera   | 14  | 7       | 3      | 0      |
| Nuoto              | 13  | 8       | 8      | 0      |
| Tuffi              | 3   | 2       | 3      | 0      |
| Tiro               | 2   | 2       | 3      | 0      |
| Canottaggio        | 2   | 1       | 1      | 0      |
| Pugilato           | 1   | 0       | 3      | 0      |
| Pallacanestro      | 1   | 0       | 0      | 0      |
| Vela               | 0   | 2       | 3      | 0      |
| Canoa/kayak        | 0   | 1       | 1      | 0      |
| Sollevamento pesi  | 0   | 1       | 1      | 0      |
| Equitazione        | 0   | 1       | 0      | 0      |
| Pentathlon moderno | 0   | 1       | 0      | 0      |
| Judo               | 0   | 0       | 1      | 0      |
| Lotta libera       | 0   | 0       | 1      | 0      |
| Totale             | 36  | 26      | 28     | 0      |

### Medaglie
| Medaglia | Atleta | Sport              | Evento                                       |
| -------- | --- | ------------------ | -------------------------------------------- |
| Oro      | Bob Hayes | Atletica leggera   | 100 metri piani maschili                     |
| Oro      | Henry Carr | Atletica leggera   | 200 metri piani maschili                     |
| Oro      | Mike Larrabee | Atletica leggera   | 400 metri piani maschili                     |
| Oro      | Bob Schul | Atletica leggera   | 5000 metri piani                             |
| Oro      | Billy Mills | Atletica leggera   | 10000 metri piani                            |
| Oro      | Hayes Jones | Atletica leggera   | 110 metri ostacoli                           |
| Oro      | Rex Cawley | Atletica leggera   | 400 metri ostacoli                           |
| Oro      | Paul Drayton Gerry Ashworth Dick Stebbins Bob Hayes                                                                                | Atletica leggera   | Staffetta 4×100 metri maschile               |
| Oro      | Ollan Cassell Mike Larrabee Ulis Williams Henry Carr                                                                               | Atletica leggera   | Staffetta 4×400 metri                        |
| Oro      | Fred Hansen | Atletica leggera   | Salto con l'asta                             |
| Oro      | Dallas Long | Atletica leggera   | Getto del peso maschile                      |
| Oro      | Alfred Oerter | Atletica leggera   | Lancio del disco maschile                    |
| Oro      | Wyomia Tyus | Atletica leggera   | 100 metri piani femminili                    |
| Oro      | Edith McGuire | Atletica leggera   | 200 metri piani femminili                    |
| Oro      | Edward Ferry Conn Findlay Tim. Kent Mitchell                                                                                       | Canottaggio        | Due con maschile                             |
| Oro      | Joseph Amlong Thomas Amlong Harold Budd Emory Clark Stanley Cwiklinski Hugh Foley William Knecht William Stowe Tim. Róbert Zimonyi | Canottaggio        | Otto maschile                                |
| Oro      | Don Schollander | Nuoto              | 100 metri stile libero maschili              |
| Oro      | Don Schollander | Nuoto              | 400 metri stile libero maschili              |
| Oro      | Steve Clark Michael Austin Gary Ilman Don Schollander                                                                              | Nuoto              | Staffetta 4x100 metri stile libero maschile  |
| Oro      | Steve Clark Roy Saari Gary Ilman Don Schollander                                                                                   | Nuoto              | Staffetta 4x200 metri stile libero maschile  |
| Oro      | Jed Graef | Nuoto              | 200 metri dorso maschili                     |
| Oro      | Richard Roth | Nuoto              | 400 metri misti maschili                     |
| Oro      | Thompson Mann William Craig Fred Schmidt Steve Clark                                                                               | Nuoto              | Staffetta 4x100 metri misti maschile         |
| Oro      | Virginia Duenkel | Nuoto              | 400 metri stile libero femminili             |
| Oro      | Sharon Stouder Donna de Varona Lillian Watson Kathleen Ellis                                                                       | Nuoto              | Staffetta 4x100 metri stile libero femminile |
| Oro      | Cathy Ferguson | Nuoto              | 100 metri dorso femminili                    |
| Oro      | Sharon Stouder | Nuoto              | 100 metri farfalla femminili                 |
| Oro      | Donna de Varona | Nuoto              | 400 metri misti femminili                    |
| Oro      | Cathy Ferguson Cynthia Goyette Sharon Stouder Kathleen Ellis                                                                       | Nuoto              | Staffetta 4x100 metri misti femminile        |
| Oro      | Stati Uniti | Pallacanestro      | Torneo Maschile                              |
| Oro      | Joe Frazier | Pugilato           | Pesi massimi                                 |
| Oro      | Lones Wigger | Tiro               | Carabina 50 metri tre posizioni              |
| Oro      | Gary Anderson | Tiro               | Carabina 300 metri tre posizioni             |
| Oro      | Kenneth Sitzberger | Tuffi              | Trampolino 3 metri maschile                  |
| Oro      | Robert Webster | Tuffi              | Piattaforma 10 metri maschile                |
| Oro      | Lesley Bush | Tuffi              | Piattaforma 10 metri femminile               |
| Argento  | Paul Drayton | Atletica leggera   | 200 metri piani maschili                     |
| Argento  | Blaine Lindgren | Atletica leggera   | 110 metri ostacoli                           |
| Argento  | John Curtis Thomas | Atletica leggera   | Salto in alto maschile                       |
| Argento  | Ralph Boston | Atletica leggera   | Salto in lungo maschile                      |
| Argento  | Randy Matson | Atletica leggera   | Getto del peso maschile                      |
| Argento  | Edith McGuire | Atletica leggera   | 100 metri piani femminili                    |
| Argento  | Willye White Wyomia Tyus Marilyn White Edith McGuire                                                                               | Atletica leggera   | Staffetta 4×100 metri femminile              |
| Argento  | Francine Fox Glo Perrier | Canoa/kayak        | K2 500 metri femminile                       |
| Argento  | Seymour Cromwell James Storm | Canottaggio        | Due di coppia maschile                       |
| Argento  | Michael Owen Page Kevin Freeman John Michael Plumb Lana du Pont                                                                    | Equitazione        | Concorso completo a squadre                  |
| Argento  | John Nelson | Nuoto              | 1500 metri stile libero maschili             |
| Argento  | Gary Dilley | Nuoto              | 200 metri dorso maschili                     |
| Argento  | Carl Robie | Nuoto              | 200 metri farfalla maschili                  |
| Argento  | Roy Saari | Nuoto              | 400 metri misti maschili                     |
| Argento  | Sharon Stouder | Nuoto              | 100 metri stile libero femminili             |
| Argento  | Marilyn Ramenofsky | Nuoto              | 400 metri stile libero femminili             |
| Argento  | Claudia Kolb | Nuoto              | 200 metri rana femminili                     |
| Argento  | Sharon Finneran | Nuoto              | 400 metri misti femminili                    |
| Argento  | James Moore David Kirkwood Paul Pesthy                                                                                             | Pentathlon moderno | Gara a squadre                               |
| Argento  | Isaac Berger | Sollevamento pesi  | Pesi piuma                                   |
| Argento  | Franklin Green | Tiro               | Pistola 50 metri                             |
| Argento  | Lones Wigger | Tiro               | Carabina 50 metri a terra                    |
| Argento  | Frank Gorman | Tuffi              | Trampolino 3 metri maschile                  |
| Argento  | Jeanne Collier | Tuffi              | Trampolino 3 metri femminile                 |
| Argento  | Peter Barrett | Vela               | Finn                                         |
| Argento  | Richard Stearns Lynn Williams | Vela               | Star                                         |
| Bronzo   | William Dellinger | Atletica leggera   | 5000 metri piani                             |
| Bronzo   | John Rambo | Atletica leggera   | Salto in alto maschile                       |
| Bronzo   | Dave Weill | Atletica leggera   | Lancio del disco maschile                    |
| Bronzo   | Marcia Jones Smoke | Canoa/kayak        | K1 500 metri femminile                       |
| Bronzo   | Geoffrey Picard Richard Lyon Theodore Nash Ted Mittet                                                                              | Canottaggio        | Quattro senza maschile                       |
| Bronzo   | Jim Bregman | Judo               | 80 kg maschile                               |
| Bronzo   | Dan Brand | Lotta libera       | Pesi medi                                    |
| Bronzo   | Robert Bennett | Nuoto              | 200 metri dorso maschili                     |
| Bronzo   | Chet Jastremski | Nuoto              | 200 metri rana maschili                      |
| Bronzo   | Fred Schmidt | Nuoto              | 200 metri farfalla maschili                  |
| Bronzo   | Kathleen Ellis | Nuoto              | 100 metri stile libero femminili             |
| Bronzo   | Therese Stickles | Nuoto              | 400 metri stile libero femminili             |
| Bronzo   | Virginia Duenkel | Nuoto              | 100 metri dorso femminili                    |
| Bronzo   | Kathleen Ellis | Nuoto              | 100 metri farfalla femminili                 |
| Bronzo   | Martha Randall | Nuoto              | 400 metri misti femminili                    |
| Bronzo   | Robert Carmody | Pugilato           | Pesi mosca                                   |
| Bronzo   | Charles Brown | Pugilato           | Pesi piuma                                   |
| Bronzo   | Ronald Allen Harris | Pugilato           | Pesi leggeri                                 |
| Bronzo   | Norb Schemansky | Sollevamento pesi  | Pesi massimi                                 |
| Bronzo   | Tommy Pool | Tiro               | Carabina 50 metri a terra                    |
| Bronzo   | Martin Gunnarsson | Tiro               | Carabina 300 metri tre posizioni             |
| Bronzo   | William Morris | Tiro               | Fossa olimpica                               |
| Bronzo   | Lawrence Andreasen | Tuffi              | Trampolino 3 metri maschile                  |
| Bronzo   | Tom Gompf | Tuffi              | Piattaforma 10 metri maschile                |
| Bronzo   | Patsy Willard | Tuffi              | Trampolino 3 metri femminile                 |
| Bronzo   | Harry Melges William Bentsen | Vela               | Flying Dutchman                              |
| Bronzo   | Lowell North Charles Rogers Richard Deaver                                                                                         | Vela               | Dragone                                      |
| Bronzo   | John J. McNamara Francis Scully Joseph Batchelder                                                                                  | Vela               | 5,5 metri                                    |

## Risultati

### Pallacanestro
| Atleta | Classifica |
| --- | ---------- |
| V · D · M Nazionale statunitense - Pallacanestro ai Giochi della XVIII Olimpiade 4 Barnes · 5 Bradley · 6 Brown · 7 Caldwell · 8 Counts · 9 Davies · 10 Hazzard · 11 Jackson · 12 McCaffrey · 13 Mullins · 14 Shipp · 15 Wilson · All. Henry Iba | Oro        |
| Nazionale statunitense - Pallacanestro ai Giochi della XVIII Olimpiade |            |
| 4 Barnes · 5 Bradley · 6 Brown · 7 Caldwell · 8 Counts · 9 Davies · 10 Hazzard · 11 Jackson · 12 McCaffrey · 13 Mullins · 14 Shipp · 15 Wilson · All. Henry Iba                                                                                  |            |

### Pallanuoto
| Atleta | Classifica |                        |
| --- | --- | ---------------------- |
| V · D · M Nazionale maschile statunitense di pallanuoto · Giochi olimpici - Tokyo 1964 van Dorp • Crawford • Ashleigh • N. McIlroy • C. McIlroy • Cole • B. Saari • Drown • Whitney • Stransky • P. McIlroy · CT : Urho Saari | 9° |                        |
| Nazionale maschile statunitense di pallanuoto · Giochi olimpici - Tokyo 1964 | |                        |
| van Dorp • Crawford • Ashleigh • N. McIlroy • C. McIlroy • Cole • B. Saari • Drown • Whitney • Stransky • P. McIlroy · CT: Urho Saari                                                                                         | van Dorp • Crawford • Ashleigh • N. McIlroy • C. McIlroy • Cole • B. Saari • Drown • Whitney • Stransky • P. McIlroy · CT: Urho Saari | Stati Uniti (bandiera) |